# 59a edició dels Premis Sant Jordi de Cinematografia
La 59a edició dels Premis Sant Jordi de Cinematografia va tenir lloc en 2015. Com en anys anteriors, un jurat compost per crítics i periodistes cinematogràfics de Barcelona va decidir mitjançant votació els destinataris dels premis Sant Jordi que Ràdio Nacional d'Espanya (RNE) concedeix anualment al cinema espanyol i estranger de 2014 en els set apartats competitius. Aquest sistema d'elecció fa que els premis estiguin considerats com un premi de la crítica barcelonina.
A més, la pròpia RNE va atorgar el Premi Sant Jordi a la trajectòria professional a l'actriu Mònica Randall, qui va debutar al cinema en 1963 amb La Revoltosa i va treballar al llarg de dècades en pel·lícules tan emblemàtiques com Mi querida señorita, Cría cuervos, Retrato de familia i L'escopeta nacional. El Premi especial a la indústria va ser concedit a la plataforma de cinema en línia Filmin, pel seu caràcter pioner i innovador a l'ésser la primera empresa que va oferir a Espanya un servei de subscripció i la primera a tenir una aplicació per a tauletes i telèfons intel·ligents. Finalment, els oïdors de Ràdio 4 van atorgar per votació popular les denominades Roses de Sant Jordi a les millors pel·lícules espanyola i estrangera.
Els premis van ser lliurats en una cerimònia celebrada a les 20.00 hores del 13 d'abril de 2015 en l'antiga fàbrica de cervesa Damm de Barcelona. Va ser presentada en català i castellà per Sílvia Tarragona i Oriol Nolis i van assistir gairebé tots els premiats.

## Premis Sant Jordi

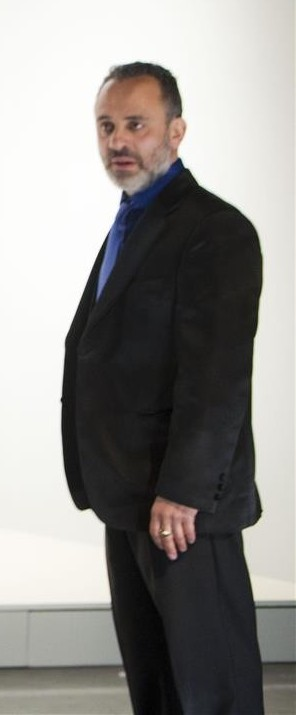
Javier Gutiérrez va obtenir alguns premis aquell any per la seva tasca a La isla mínima.

| Categoria                              | Premiat                       | Labor premiada      |
| -------------------------------------- | ----------------------------- | ------------------- |
| Millor pel·lícula espanyola            | Loreak                        | Pel·lícula          |
| Millor actor en pel·lícula espanyola   | Raúl Arévalo Javier Gutiérrez | La isla mínima      |
| Millor actriu en pel·lícula espanyola  | Ingrid García-Jonsson         | Hermosa juventud    |
| Millor òpera prima                     | 10.000 km                     | Pel·lícula          |
| Millor pel·lícula estrangera           | Her                           | Pel·lícula          |
| Millor actor en pel·lícula estrangera  | Tom Hardy                     | Locke               |
| Millor actriu en pel·lícula estrangera | Rosamund Pike                 | Perdida             |
| Premi especial a la indústria          | Filmin                        | Plataforma en línia |
| Premi a la trajectòria professional    | Mònica Randall                | Trajectòria         |

## Roses de Sant Jordi
| Categoria                    | Premiat                  |
| ---------------------------- | ------------------------ |
| Millor pel·lícula espanyola  | Ocho apellidos vascos    |
| Millor pel·lícula estrangera | The Grand Budapest Hotel |